# Citheronia lobesis
Citheronia lobesis este o specie de molie din familia Saturniidae. Această molie are aripile inferioare colorate în portocaliu deschis, iar cele de deasupra în portocaliu închis, cu puncte galbene. De asemenea, corpul este portocaliu și are dungi negre și galbene alternative.